# Antički brodolom pred uvalom Lučišće na Hvaru
Ostatci brodoloma iz starog vijeka nalaze se ispred uvale Lučišća, istočno od grada Hvara.

## Opis
Ispred uvale Lučišće, istočno od grada Hvara, nalaze se ostatci antičkog brodoloma. Ostatci brodoloma sadrže amfore tipa Lamboglia 2, koje se mogu datirati u 1. stoljeće poslije Krista.

## Zaštita
Pod oznakom Z-5770 zavedeni su kao nepokretno kulturno dobro - arheologija, pravna statusa zaštićena kulturnog dobra, klasificirano kao "podvodna arheološka zona/nalazište".